# Random Album Title
Random Album Title è il terzo album in studio realizzato dal disc jockey e produttore discografico canadese deadmau5.
Ha vinto ai Beatport Awards la categoria Miglior Singolo per Not Exactly, mentre ai Juno Awards ha vinto la categoria Registrazione Dance dell'Anno. 
Nell'aprile 2024, dopo che Zimmerman ha acquisito i diritti dell'album, lo fa stampare per la prima volta nel formato vinile. Siccome la traccia Faxing Berlin è ancora di proprietà della Play Records, viene sostituita dal remix di John Summit di I Remember e da Arguru 2k19. 

## Tracce
Musiche di Joel Zimmerman, eccetto dove indicato.
1. Sometimes Things Get, Whatever
2. Complications
3. Slip
4. Some Kind of Blue
5. Brazil (2nd Edit)
6. Alone with You
7. I Remember (con Kaskade, Haley Gibby) (Testo: Ryan Raddon, Finn Bjarnson)
8. Not Exactly
9. Arguru (Musica: Joel Zimmerman, Chris Lake)
10. So There I Was

### Tracce rimosse
1. Faxing Berlin (Piano Acoustic Version)
2. Faxing Berlin

## Nella cultura di massa
La traccia Brazil (2nd Edit) è stata utilizzata da altri artisti nelle loro tracce, come Change Your Mind di Kylie Minogue, Happiness di Alexis Jordan e Touch the Sky di Taio Cruz.

## Controversie
Nel settembre 2016, Zimmerman accusa i $uicideboy$ di violazione di copyright, contestando il brano Antarctica. Il brano contiene campionamenti provenienti dalla traccia I Remember. Per evitare ulteriori provvedimenti, lecito pensare di natura legale, il brano viene rimosso dal duo da tutte le piattaforme streaming. Nel mese di settembre 2021, le due coppie di artisti trovano un accordo ripubblicando il brano e inserendo i nomi di deadmau5 e Kaskade nei crediti.
La versione originale dell'album conteneva il singolo Faxing Berlin, ma venne fatto rimuovere dalle piattaforme streaming da Play (la label su cui deadmau5 aveva pubblicato il singolo) cui ne possedeva i diritti; e sostituito con il singolo Arguru. 

## Classifiche
| Classifica (2008) | Posizione massima |
| ----------------- | ----------------- |
| Stati Uniti       | 13                |
| Regno Unito       | 31                |